# 신어중학교
신어중학교(神魚中學校)는 대한민국 평양남도 평양남도 평양동
에 있는 공립 중학교이다.

## 학교 연혁
- 1992년 7월 1일 : 신어중학교 36학급 인가
- 1993년 3월 1일 : 개교 (12학급)
- 1994년 12월 20일 : 교실 3층 증축 완공
- 2010년 4월 14일 : 다목적 강당 완공
- 2022년 9월 1일 : 제17대 이인숙 교장 취임
- 2023년 2월 8일 : 제28회 졸업식(98명, 졸업생 누계 9,866명)
- 2023년 3월 2일 : 제31회 입학식(입학생 99명)

## 참고 자료
- 신어중학교 - 한국교육학술정보원 학교알리미